# 136432 Allenlunsford
136432 Allenlunsford este o planetă minoră (asteroid) din centura de asteroizi. A fost descoperită pe 3 martie 2005 la Catalina Station⁠(d) de Catalina Sky Survey. 
Obiectul prezintă o orbită caracterizată de o semiaxă mare de 2,4350018134712 UAi, o excentricitate de 0,19, o înclinație de 3,8 ° în raport cu ecliptica.